# Кузищина, Ксения Александровна
Ксения Александровна Кузищина (12 января 2005, Москва, Россия) — российская футболистка, полузащитница пермской «Звезды-2005».

## Биография
Начала заниматься футболом в 8 лет. Первый тренер — Анастасия Владимировна Блынская. Выступала на позициях: центральный защитник, центральный полузащитник.
Выступала за ЖФК «Чертаново» (Москва) и «Химки-УОР № 2».
С 10 января 2022 года — игрок Молодёжного состава московского «Динамо». 2 июля 2022 года забила свой первый гол за «Динамо» в официальных матчах — в ворота ЖФК «Енисей» (3:0). В составе «Динамо» стала серебряным призёром Молодёжного первенства 2022 года.
Первый матч за основную команду «Динамо» в Суперлиге провела 21 апреля 2023 года против «Зенита». Первый гол за основную команду забила 17 июня в матче Кубка России против «Строгино». На сезон 2024 отправилась в аренду в пермскую «Звезду-2005», после чего был произведён полноценный трансфер в «Звезду-2005».
В сезонах 2020 и 2021 вызывалась в юниорские сборные России U-16 и U-17. В сезоне 2022 вызывалась в молодёжную сборную России. На учебно-тренировочном сборе, который прошёл в Казани в конце августа — начале сентября, отличилась забитым мячом в товарищеском матче с молодёжной командой ЖФК «Рубин» (6:0). В 2023 году провела 3 товарищеских матча за молодёжную сборную.
Племянница Карины Баклановой — бывшего игрока «Динамо».